# ريان دولان
ريان دولان (بالإنجليزية: Ryan Dolan)‏ مواليد 22 يوليو 1985 في مقاطعة تيرون، أيرلندا الشمالية، هو مغني وكاتب غنائي ومغن مؤلف أيرلندي بدأ مسيرته الفنية عام 2012.

## وصلات خارجية
- ريان دولان على موقع ميوزك برينز (الإنجليزية)
- ريان دولان على موقع ديسكوغز (الإنجليزية)

- الموقع الإلكتروني